# NGC 7751
NGC 7751 este o galaxie spirală situată în constelația Peștii. A fost descoperită în 27 septembrie 1785 de către William Herschel.